# Associação de Voleibol da Tchéquia
A Associação de Voleibol da Tchéquia  (em tcheco:Český volejbalový svaz ČVS) é uma organização fundada em 1947 que governa a pratica de voleibol da Tchéquia, sendo membro da Federação Internacional de Voleibol e da Confederação Européia de Voleibol, a entidade é responsável por  organizar  os campeonatos nacionais de  voleibol masculino e feminino no país.